# Ludvig av Spanien, greve av Chinchón
Ludvig av Spanien (Luis Antonio Jaime) , född 25 juli 1727 i Madrid, död 7 augusti 1785 i Avila, var infant av Spanien, kardinal och ärkebiskop i Toledo samt greve av Chinchón. Han var yngsta son till Filip V av Spanien och hans andra hustru Elisabet Farnese. 

## Biografi
Ludvig upphöjdes till sina höga kyrkliga titlar 1735 av sin far trots motstånd från påve Clemens XII. Han var då bara åtta år gammal och är noterad i Guinness Rekordbok som den yngsta kardinalen genom tiderna. År 1754 avsade han sig samtliga kyrkliga titlar och utnämndes istället till greve av Chinchón av sin äldre halvbror, kung Ferdinand VI av Spanien. 
När kung Ferdinand avled 1759 utan arvingar gjorde Ludvig anspråk på den spanska tronen eftersom hans två äldre bröder var regenter utomlands (Karl, kung av Neapel och Filip, hertig av Parma). Det blev dock Karl som valdes till kung av Spanien då han abdikerade från Neapels tron. Samtidigt såg Karl till att hans andra son Karl utnämndes till tronföljare i Spanien och tredje sonen Ferdinand till kung av Neapel. Ludvig fick därmed ingen utdelning för sitt tronanspråk utan blev tvärtom förvisad från hovet i Madrid.
Ludvig var en stor kultur- och konstmecenat och stödde bland annat musikern Luigi Boccherini, arkitekten Ventura Rodríguez och konstnärerna Francisco de Goya och Luis Paret y Alcázar. 

## Familj
Ludvig gifte sig morganatiskt år 1776 med den aragoniska aristokraten María Teresa de Vallabriga. De fick en son och två döttrar:
- Luis María de Borbón y Vallabriga, greve av Chinchón (1777–1823)
- María Teresa de Borbón y Vallabriga, grevinna av Chinchón, gift med Manuel de Godoy
- María Luisa de Borbón y Vallabriga (1780–1846)